# Sabujo eslovaco
O sabujo eslovaco[Nota] (eslovaco: Slovenský kopov) ou cão da floresta, é conhecido por seu temperamento afetuoso, apesar de cheio de vontades. Esta raça foi desenvolvida por eslovacos e checos após a Segunda Guerra Mundial, através de sabujos de cor preta e castanha. Pode atingir os 20 kg e, ainda que tenha o adestramento considerado moderado, é um cão cada vez mais popular como companhia na Eslováquia.